# Ching'ombe (Mkushi)
Ching'ombe è un ward dello Zambia, parte della Provincia Centrale e del Distretto di Mkushi.